# Tychobythinus carolinae
Tychobythinus carolinae är en skalbaggsart som först beskrevs av Thomas Casey 1897.  Tychobythinus carolinae ingår i släktet Tychobythinus och familjen kortvingar. Inga underarter finns listade i Catalogue of Life.